# Galeus piceus
Galeus piceus  es una especie de tiburón de la familia scyliorhinidae.